# Pindray
Pindray – miejscowość i gmina we Francji, w regionie Nowa Akwitania, w departamencie Vienne.
Według danych na rok 1990 gminę zamieszkiwało 255 osób, a gęstość zaludnienia wynosiła 10 osób/km² (wśród 1467 gmin regionu Poitou-Charentes, Pindray plasuje się na 753. miejscu pod względem liczby ludności, natomiast pod względem powierzchni na miejscu 245.).